# Couéismus
Der Couéismus (französisch Couéisme) ist eine nach dem französischen Apotheker und Psychotherapeuten Émile Coué (1857–1926) benannte „therapeutische Schule, die nicht mit Suggestion, sondern mit Autosuggestion und Selbstbeeinflussung arbeitet“. Der Psychoanalytiker Charles Baudouin (1893–1963) hat dem Thema eine frühe Monographie gewidmet. In jüngerer Zeit hat Lindsay B. Yeates zur méthode Coué (Coué-Methode)  geforscht.

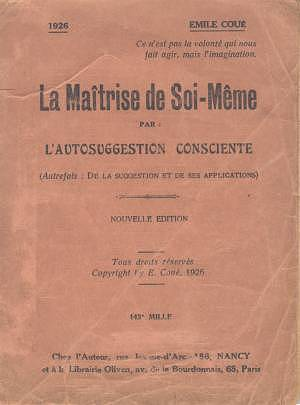
La maîtrise de soi-même par l'autosuggestion von Émile Coué.

Im Französischen wird der Begriff méthode Coué gewöhnlich mit Autosuggestion gleichgesetzt.
In der Schweiz haben sich Anhänger der Methode Coués organisiert und versuchen dessen Lehren und Methoden zu verbreiten.